# 钱宁
朱寧（15世纪？—1521年），原名钱寧，廣西鎮安府人，明朝政治人物，明武宗的義子。

## 生平
本不姓錢，幼時寄鬻太監錢能而改姓錢。錢能死後，繼任錦衣百戶。後轉事劉瑾，其性狡詰猾巧，有“開左右弓”射箭之技，深為明武宗所喜。
正德二年（1507年）建豹房，錢寧為武宗引薦伶人臧賢唱曲、回回人永進春藥、西藏密宗僧獻“雙修”秘戲，恣進聲伎為樂，又內藏孌童歌女，教坊優伶以及珍玩犬馬。武宗在豹房常醉枕錢寧而臥，與江彬相繼得寵於武宗，正德八年（1513年），下詔錢寧掌管錦衣衛，賜姓朱，自稱“皇庶子”。
寧王朱宸濠先後賄賂太監劉瑾及錢寧、兵部尚書陸完等人，恢復兵權，畜養亡命，伺機篡奪皇位。正德十四年（1519年）朱宸濠在江西起兵造反，是為寧王之亂，不久被贛南巡撫王守仁平定。後來江彬向武宗告發錢寧與朱宸濠勾結，錢寧被逮捕下獄。後為明世宗所殺。

## 延伸阅读
[在维基数据编辑]
 《明史卷三百〇七》，出自《明史》